# Dasyomma malleco
Dasyomma malleco är en tvåvingeart som beskrevs av Coscaron 1995. Dasyomma malleco ingår i släktet Dasyomma och familjen bäckflugor. Inga underarter finns listade i Catalogue of Life.